# Actimel
Actimel (també conegut com a DanActive als Estats Units i al Canadà) neix a Bèlgica l'any 1994 amb el propòsit d'ajudar les defenses aportant 10 mil milions de ferments junt amb les vitamines B9 i D. Tot això en un format colosalment petit. Els es van adonar que entre el 70-80% de les defenses es trobaven a l'intestí i van proposar un producte d'ús diari que ajudés al sistema immunitari.
És una beguda probiòtica de tipus iogurt, la qual es classifica com a llet fermentada i és produïda per la companyia francesa Danone. El principal benefici reivindicat d'Actimel és l'enfortiment de les defenses naturals del cos mitjançant l'ús d'un cultiu bacterià patentat anomenat Lactobacillus casei DN-114001, comercialitzat com Lactobacillus casei Defensis o Immunitas (s) i més recentment com L. casei Danone. A més, Actimel conté els cultius tradicionals del iogurt Lactobacillus delbrueckii subsp. bulgaricus i Streptococcus salivarius subsp. termòfil.
Després de la introducció del Yakult a Europa el 1993, altres empreses, entre elles Danone, van respondre llançant els seus propis productes basats en L. casei. Des del 1994, els iogurts basats en L. casei s'han convertit en un producte comú als supermercats d'Europa occidental. L'any 2002 es va llençar Actimel Kids, seguidament, al 2005 va sortir al mercat Actimel 0% i, finalment, l'any 2017 es comercialitzava per primera vegada el primer "Actimel Superfruta"

## Ingredients
L'Actimel estàndard natural (exclou variacions com Actimel Light o 0%) conté: llet semidesnatada, llet desnatada rehidratada, sucre (sacarosa 7.3%), glucosa (0.6%), sòlids làctis, concentrat mineral (Ferro, Zinc), vitamines (B6,B9, D), soca probiòtica Lactobacillus paracasei ssp. paracasei CNCM I-1518 (10 000 milions per cada ampolla de 100 ml), ferments naturals (Lactobacillus delbrueckii subsp. bulgaricus i Streptococcus thermophilus). A més a més per tal de garantir les qualitats de gust i textura de l'Actimel s'afegeix midó de tapioca modificat (espessant universal), el qual s'ha vist que no aporta cap valor nutritiu, i aromes derivats de productes petroquímics.

## Informació nutricional
Els valors nutritius de l'actimel natural són:
| Valor nutricional         | Per 100g | %RI (100g) |
| ------------------------- | -------- | ---------- |
| Valor energètic (KJ/kcal) | 307/73   | 4          |
| Greixos (g)               | 1.6      | 2          |
| Dels quals saturats (g)   | 1.1      | 6          |
| Carbohidrats (g)          | 10.8     | 4          |
| Dels quals sucres (g)     | 10.8     | 12         |
| Proteïnes (g)             | 3        | 6          |
| Sal (g)                   | 0.1      | 1          |
| Vitamina B9 (ug)          | 30       | 15         |
| Vitamina D (ug)           | 0.75     | 30         |
| Calci (mg)                | 120      | 15         |
| Ferro (mg)                | 2.1      | 15         |
| Zinc (mg)                 | 1.5      | 15         |

## Varietat de sabors
Al 2020 s'han llençat al mercat noves receptes d'Actimel amb un 40% menys de sucre perquè aprofiten la fruita per endolcir-lo més. Tot i així, es segueix mantenint part de la recepta original que conté diferents ferments i vitamines D i B6 per tal de seguir garantint l'ajuda a les defenses. Aquest nou Actimel presenta dos sabors diferents: plàtan-maduixa i pinya-coco.
A més a més, avui dia al mercat es segueixen conservant altres receptes d'Actimel com són: la gama d'Actimel kids, Actimel sencer i Actimel 0% matèria grassa.
Pel que fa a l'Actimel sencer, es disposa dels següents sabors: natural, multifruita, maduixa i, per acabar, magrana, nabius i maca. A més a més, pels més petits es disposa d'Actimel kids amb 3 saborsdiferents: maduixa, maduixa-plàtan i plàtan. Afegir també, l'opció d'Actimel 0% matèria grassa on trobem l'Actimel Natural 0% i el de Maduixa 0%. Per acabar, destacar alguns dels darrers sabors que han sortit al mercat com són els Actimels de Gelea reial, Ginseng i Avena.

## Base científica
Els principals avantatges que Actimel assegura que proporciona fan referència a diversos estudis científics enumerats pel fabricant en diversos llocs web. La llista de treballs científics difereix del lloc web de cada país.
Aquests suposats beneficis van des de reduir la incidència de diarrea i reducció de rinitis per a nens petits, fins a la millora de la funció immune en adults i gent gran i la reducció de durada de les infeccions d'hivern per a gent gran.
Alguns estudis clínics suggereixen efectes potencials per a nens com l'erradicació d'Helicobacter pylori quan es combinen amb antibiòtics o la restauració de l'activitat d'enzims fecals en nens després de la cirurgia.
Un estudi recent publicat pel British Medical Journal suggereix que el producte podria ajudar a evitar la diarrea associada a antibiòtics i limitar les infeccions per colitis de Clostridium difficile en pacients grans.
Diversos assajos clínics en humans en els quals es va provar un producte lacti que contenia el probiòtic Lactobacillus casei DN-114 001 (Actimel) van suggerir que aquest producte té un efecte beneficiós per a la salut, especialment contra les infeccions. El seu consum també s'ha associat amb una reducció de la durada de les infeccions gastrointestinals i respiratòries en voluntaris ancians d'aquest assaig. En darrer lloc, el consum del mateix producte també va donar lloc a un augment de l'activitat citotòxica de les cèl·lules NK i a l'activitat d'explosió oxidativa de monòcits en adults de mitjana edat i a una major resposta específica d'anticossos a la vacunació contra la grip en persones grans. Les dades disponibles actualment indiquen així que el producte probiòtic utilitzat en aquests estudis pot regular la immunitat cel·lular i humoral, així com la reducció de la inflamació de la pell intervinguda per limfòcits TCD8.
S'estan fent investigacions per determinar l'efectivitat o no d'aquest producte, en la reducció de l'aparició de malalties comunes en nens que assisteixen a centres d'atenció bressol als Estats Units. Aquest assaig clínic s'ha registrat a ClinicalTrials.gov, però encara no s'han publicat els resultats.

## Procés de producció

### Producció industrial dels cultius iniciadors
La producció de cultius iniciadors o "starter" té com a objectiu la multiplicació d'una soca específica o d'una població variada de microorganismes fins a una concentració que s'espera que persisteixi i sigui metabòlicament activa en el procés. En el cas de l'Actimel, el cultiu iniciador està format per bacteris de l'àcid làctic, concretament Lactobacillus Bulgarius, Streptococcus thermophilus i Lactobacillus Paracasei.
Els processos convencionals de producció industrial de cultius iniciadors van ser definits per Høier i Buckenhüskes. Les fases més importants de la producció industrial de cultius iniciadors inclouen el desenvolupament i producció d'un cultiu estoc, preparació de medis de cultiu adequats pels microorganismes en qüestió, cultivar en un bioreactor el cultiu estoc fins a assolir altes densitats cel·lulars, recollida de cèl·lules del medi i manteniment del cultiu.
Els cultius iniciadors industrials estan fabricats per empreses especialitzades i se subministren generalment en forma de cèl·lules microbianes deshidratades o congelades. Aquestes tècniques requereixen concentrar el cultiu, deshidratar-lo i preservar-lo per evitar la pèrdua durant l'emmagatzematge i la distribució.

### Etapes de l'elaboració

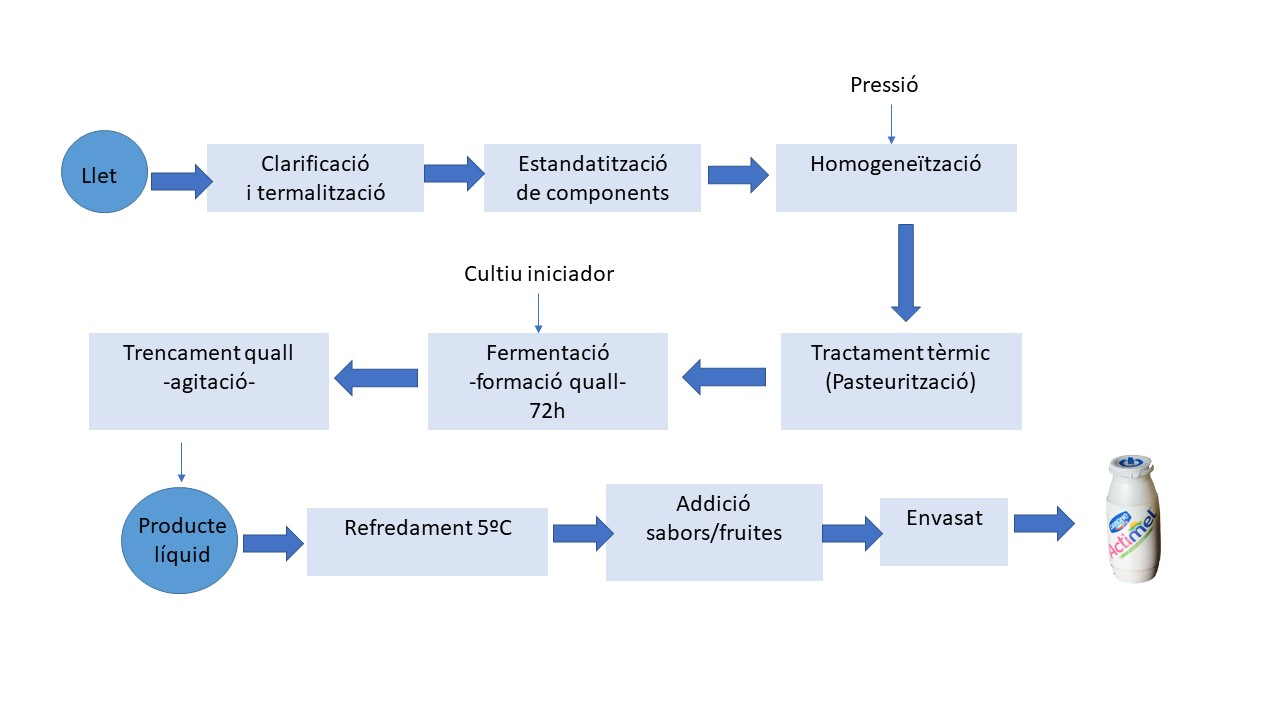
Procés d'elaboració de llets fermentades com l'Actimel

Segons la Norma de Qualitat pel iogurt (RD 271/2014) s'estableix que per a que un aliment pugui ser etiquetat com a iogurt ha de ser elaborat únicament per l'acció conjunta de dos ferments (bacteris): Lactobacillus bulgaricus i Streptococcus thermophilus. Com en la producció d'Actimel participa, a part dels dos ferments propis del iogurt, una tercera soca de L.Casei, no pot ser considerat iogurt. Així doncs, s'inclou dins del grup de llets fermentades bebibles i, com a tal, el seu procés de producció és el següent:
1. Clarificació de la llet per eliminar impureses i posterior procés de termalització (60-69 °C durant 20-30 segons) per inactivar enzims.[33]
2. Estandardització dels components, és a dir, s'ha d'ajustar la composició per adquirir el contingut en greixos i sòlids desitjat. En el cas dels iogurts, normalment cal un  0.1-10% de contingut en greix.[33]
3. Homogeneïtzació portada a terme per l'aplicació de pressió. Aquest pas es fa per assegurar la barreja de tots els ingredients i així evitar que les gotes de greix quedin a la superfície i que es formin dues fases separades.[33][35]
4. Tractament tèrmic per pasteurització per garantir la seguretat del gràcies a la reducció en el nombre de microorganismes a un límit acceptable. El iogurt es pasteuritza abans d'afegir els cultius iniciadors per assegurar que els cultius romanen actius al producte després de la fermentació per poder exercir la seva funció com a probiòtics. Si aquest procés de pasteurització es realitzés després de la fermentació els cultius quedarien inactivats.[33][35][36]
5. Fase de refredament fins a assolir la temperatura ideal de creixement dels microorganismes que participaran en la posterior etapa.[36]
6. Fermentació en un tanc amb prèvia inoculació del cultiu iniciador. Les tres espècies que el conformen actuen de forma sinèrgica metabolitzant la lactosa en àcid làctic i això indueix la formació del quall.[33] D'altra banda, el creixement del cultiu simbiòtic indueix canvis en els components natius de la llet que donen lloc al desenvolupament de les propietats organolèptiques (aroma, sabor i textura) típiques del iogurt. A més, els microorganismes no només generen àcid làctic com a producte del seu metabolisme sinó que també generen altres metabòlits secundaris que contribueixen a l'aroma i sabor.[33][35] Aquesta etapa de fermentació és lenta i té una durada de 72h i l'objectiu que busca l'empresa Danone és aconseguir que la L.Casei es multipliqui fins a un nombre de 10.000 milions. Per assegurar que cada ampolla d'Actimel contingui, almenys, aquesta quantitat de ferment natural es porta a terme un estricte control de qualitat que ho garanteixi.[37]
7. Trencament del quall per agitació severa  i així fer que l'Actimel sigui líquid.[38]
8. Refredament a uns 5 °C quan el pH arriba a 4,7-4,3 per tal d'aturar el procés de fermentació. A aquesta temperatura el cultiu està viu però s'inhibeix el creixement i les reaccions metabòliques evitant així l'increment en l'acidesa.[33]
9. Addició de sabors i fruites (en el cas dels Actimels amb gustos).[36]
10. Envasat en ampolles de 100 ml.[37]

## Comercialització

### Embalatge
La venda d'Actimel es realitza en paquets de 4, 6, 12 o 14 unitats contingudes en un embalatge de cartró. Les ampolles són de 100ml i estan fetes amb polietilè d'alta densitat (HDPE), un plàstic reciclable que contribueix a la sostenibilitat del medi ambient. L'any 2020 Actimel llença un nou embalatge per presentar una nova fórmula al mercat alemany feta a base de llet vegetal d'ametlles. Aquest embalatge pretén mostrar que el producte és sostenible.

### Actimel i l'acció sobre les defenses
Abans de la entrada en vigor del Reglament de declaracions de propietats saludables, en la comercialització d'Actimel s'alegava la declaració "Ajuda a les teves defenses". Aquesta declaració està actualment rebocada i es delcara "Conté viatmina D i vitamina B6 que ajuden a les defenses".
L'organisme té un conjunt de barreres per a impedir les agressions exteriors, que són les defenses. Ajudar a les defenses vol dir contribuir al fet que les barreres siguin més eficaces, i això es pot fer per múltiples vies. Els aliments probiòtics, com tots els iogurts i altres llets fermentades no pasteuritzades, contenen microorganismes vius que poden superar parcialment les agressions dels sucs gàstrics i arribar als intestins, on poden proliferar amb la flora bacteriana resident i millorar la digestió.

#### "Ajuda a les teves defenses"
La declaració "Ajuda a les teves defenses no va ser autoritzada en el producte alimentari, ja que l'Agència Europea de Seguretat Alimentària (EFSA) no accepta els arguments que els probiòtics en general —i Actimel en particular— ajudin al sistema immunitari com a tals. En una resolució accepta que només hi ha deu ingredients que han demostrat amb suficients evidències experimentals que tenen una acció positiva sobre el sistema immunitari i, per tant, només aquells aliments que els continguin com a ingredients podran fer al·legacions publicitàries basant-se en això. Aquests deu ingredients són les sals dels metalls coure, ferro i zinc, i del no-metall seleni; un compost denominat folat (que és vitamina B9); i les vitamines A, B12, B6, C, i D.
Així doncs, segons aquesta llista de l'EFSA, cap dels ingredient es podia relacionar amb les defenses i l'única manera de relacionar l'Actimel amb les defenses era amb l'aport nutricional. La informació nutricional d'aquest producte ens informa de la quantitat determinada de vitamina B6 que té i, en aquest cas, al Reglament 432/2012, sí que s'hi troben diverses declaracions autoritzades per a aquesta vitamina.
D'aquesta manera Actimel va poder declarar que el seu producte és una font de vitamina B6 i així alegar que "La vitamina B6 contribueix al funcionament normal del sistema immunitari" en el producte alimentari. De la mateixa manera van procedir amb la vitamina D, pel que ja podien comercialitzar el producte declarant que: "Conté vitamina D i vitamina B6 que ajuden a les defenses".

### Redueix el cansament
Durant un temps també es va comercialitzar amb la declaració que "Redueix el cansament". En aquest cas no van tenir problemes legals, ja que en el Reglament 432/2012 hi ha una declaració autoritzada que relaciona la vitamina B6 amb la reducció del cansament i la fatiga.

## Reclamacions sobre salut entorn els aliments probiòtics
El 23 de gener de 2008, es va presentar una acció de classe proposada a Califòrnia, acusant Danone Co. Inc. de publicitat falsa en la comercialització de iogurt que contingués bacteris probiòtics (Danactive & Activia), al·legant que els beneficis per a la salut mai no s'han provat. La companyia denega aquesta acusació.
Foodwatch afirma que Danone "d'un gra de sorra en fa una muntanya" al suggerir que Actimel protegeix del fred i millora la salut. Foodwatch creu que l'empresa ven una matèria primera com si fos un producte elaborat, mitjançant publicitat.
També s'han posat en dubte els efectes dels iogurts Actimel. Al setembre de 2009, Nature va contenir un article de Didier Raoult que afirmava que les begudes de iogurt "enriquides amb probiòtics" poden haver contribuït a l'augment de l'obesitat durant els darrers vint anys.
Dins els 27 països de la Unió Europea, a partir de l'1 de juliol de 2007, la Comissió Europea va establir un nou reglament de reclamacions sanitàries, segons el qual les empreses que desitgen fer reclamacions sobre els beneficis nutritius i funcionals d'un producte han d'acompanyar les afirmacions amb evidències científiques.
L'any 2010 l'Agència Europea de la Seguretat Alimentaria (EFSA) va rebutjar en un informe més d'una vintena de treballs d'investigació que pretenien donar suport als dubtosos beneficis del consum d'Actimel.
Posteriorment, segons va afirmar l'Organització de Consumidors i Usuaris (OCU), Actimel no només va haver de retirar la paraula "inmunitas" de la seva L. casei, sinó que va haver de canviar el focus del seu màrqueting. Com l'EFSA va rebutjar els seus estudis, el que va fer Actimel va ser enriquir el seu producte amb la quantitat mínima necessària de vitamina B6, una quantitat suficient per poder dir sense infringir la llei que "la vitamina B6 contribueix al normal funcionament del sistema immune" i que "es recomana el consum d'una unitat al dia acompanyada d'una alimentació i estil de vida saludables".